# بحيرة أورتا
بحيرة أورتا (بالإيطالية: Lago d’Orta) هي بحيرة تقع في شمال إيطاليا ضمن إقليم بيدمونت، غرب بحيرة ماجيوري، وتُعد من أجمل البحيرات الصغيرة في المنطقة بفضل هدوئها وطبيعتها الخلابة.

## الجغرافيا
تبلغ مساحة بحيرة أورتا حوالي 18 كيلومترًا مربعًا، ويصل عمقها الأقصى إلى نحو 143 مترًا، تُغذى البحيرة من روافد جبلية وتُصرف عبر نهر نيغوغليا. تقع على ضفافها بلدة أورتا سان جوليو، التي تُعد من أبرز الوجهات السياحية في المنطقة.

## المعالم
من أبرز معالم البحيرة جزيرة سان جوليو، وهي جزيرة صغيرة في وسط البحيرة تضم ديراً تاريخياً وكنيسة قديمة. تشتهر البحيرة بجوها الهادئ ومناسبتها للسياحة الريفية والرومانسية، كما تُعد موقعًا مفضلاً للفنانين والكتّاب.